# Ri Yong-Sam
Ri Yong-Sam (Corea del Norte, 22 de agosto de 1972) es un deportista norcoreano retirado especialista en lucha libre olímpica donde llegó a ser medallista de bronce olímpico en Atlanta 1996.

## Carrera deportiva
En los Juegos Olímpicos de 1996 celebrados en Atlanta ganó la medalla de bronce en lucha libre olímpica de pesos de hasta 57 kg, tras el luchador estadounidense Kendall Cross (oro) y el canadiense Guivi Sissaouri (plata).